# Bogusław Potocki
Bogusław Potocki herbu Srebrna Pilawa (ur. ok. 1640, zm. p. 1693) – dworzanin królewski w 1658 roku, starosta jabłonowski, rotmistrz wojsk koronnych, elektor 1674.

## Życiorys
Urodził się ok. 1640 roku jako syn Jana Teodoryka, podkomorzego halickiego i Anny Leszczyńskiej herbu Wieniawa, kanclerzanki wielkiej koronnej.
Był dworzaninem królewskim, starostą jabłonowskim, rotmistrzem wojsk koronnych 1668, elektorem w 1674 roku z woj. ruskiego. Zwołując pospolite ruszenie Sejmik halicki powołał Potockiego w dniu 27 lutego 1671 roku na rotmistrza z powiatu trembowelskiego.
Poseł sejmiku halickiego na sejm 1658 roku.
Zmarł przed 1693 rokiem, żonaty z Heleną Teofilą Męcińską herbu Poraj, pozostawił dzieci: Annę, żonę Jakuba Kazimierza Grużewskiego herbu Lubicz, chorążego nadwornego i kuchmistrza wielkiego litewskiego, Konstancję Marię, żonę Stanisława Antoniego Szczuki herbu Grabie, podkanclerzego litewskiego i syna Andrzeja Jerzego.